# Ronald B. Evans
Ronald B. Evans (* 7. Juli 1939; † 9. März 2007 in Melbourne), genannt Ron Evans, war ein australischer Footballer und -funktionär.
Evans besuchte die Caulfield Grammar School in Melbourne. Für den Essendon Football Club spielte er von 1958 bis 1962 64 Spiele und erzielte dabei 210 Goals. Die Coleman Medaille, die der jährlich erfolgreichste Goalkicker der höchsten australischen Spielklasse (Victorian Football League) bekommt, erhielt er 1959 und 1960. Von 1963 bis 1965 spielte Evens beim West Perth Football Club, dabei erreichte er in 60 Spielen 271 Goals. Ab 1988 war er 4 Jahre der Präsident des Essendon Football Club. Von 1998 bis Februar 2007 war er Präsident der Australian Football League (AFL).
Ron Evans hatte einen Bildungsabschluss in BSc und MBA und war 1992 bis 2004 Direktor der Catering und Cleaning-Firma Spotless.
2006 wurde Evans als „Member (AM) of the Order of Australia“ ausgezeichnet.